# Augé

Augé este o comună în departamentul Deux-Sèvres, Franța. În 2009 avea o populație de 923 de locuitori.